# سرکیس آغاجان

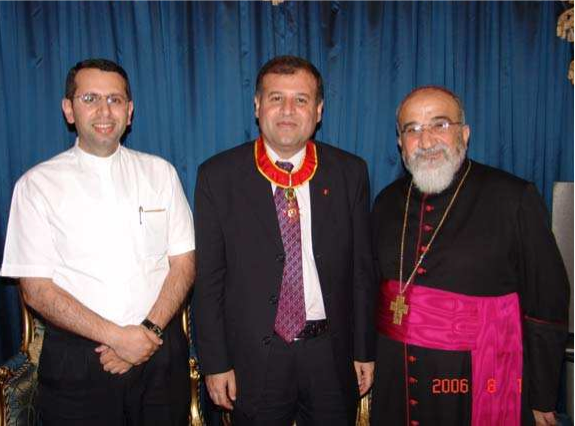
سرکیس اغاجان (وسط) و اسقف فرج رحو (راست) و کشیش رغید در چپ تصویر

سرکیس اغاجان (به سریانی: ܣܪܟܝܣ ܐܓܓܢ ܡܡܢܕܘ) سیاستمدار آشوری در سال ۱۹۶۲ در شهرک دیانا از توابع استان اربیل عراق متولد شده‌است. خانواده اش در اصل از مناطق حکاری ترکیه هستند، که طی جنگ جهانی اول به روسیه و ایران و پس از آن به عراق مهاجرت کرده‌اند. او در سال ۱۹۷۵ به ایران پناهنده و در شهر تبریز مستقر و تحصیلات راهنمایی و دبیرستانی را در این شهر به پایان رساندند. در سال ۱۹۷۹ حزب اتور دموکراتیک را تأسیس کرد، که این حزب در سال ۱۹۸۰ در مبارزه مسلحانه علیه رژیم بعث مشارکت کرد.
در اواسط سال ۱۹۸۲ نیز که گروه‌های آشوری (حزب بیت نهرین و حرکت دمکراتیک آشوری) مخالف رژیم صدام به کوهستان‌های کردستان پناه آوردند،
سرکیس آغاجان پناهگاه و پشتیبان اصلی و اساسی آن‌ها بود، و مخصوصاً پشتیبانی شدید و سرسختانه‌ای او از حرکت دمکراتیک آشوری تا سال ۱۹۹۲ ادامه داشت.
در سال ۱۹۹۲ در انتخابات کردستان عراق شرکت کرد و به عضویت پارلمان انتخاب شد،
از سال ۱۹۹۲ تاسال ۲۰۰۵ جوانترین عضو سنی پرلمان کردستان عراق بوده‌اند.
در سال ۱۹۹۹ و در کابینه چهارم حکومت اقلیم کردستان پست وزیر دارایی و اقتصاد را اشغال کرد که تا سال ۲۰۰۶ در این پست، باقی‌ماند.
از سال ۲۰۰۴ تا ۲۰۰۶ معاون و جانشین نخست وزیر اقلیم کردستان بوده‌است و این بالاترین مقامی است که یک مسیحی توانسته است در اقلیم کردستان به دست بیاورد.
در کابینه پنجم کردستان عراق مجدداً پست وزیر دارایی و اقتصاد به وی داده شد که تا سال ۲۰۰۹ در این مقام باقی‌ماند.
پاپ بندیکت شانزدهم نشان (رهبر) و (شاهسوار) از نوع قدیس (مار غریغوریوس کبیر) به وی اعطا کرده‌است (۱/۸/۲۰۰۶)
- همچنین پاپا شنوده سوم رهبر مسیحیان قبطی مصر وابراهام رئیس اسقف‌های اورشلیم و خاور. نشان قدیس (مار مرقس) که بالاترین نشان این کلیسا است و مدالیه (بطریرکیه الکرازه المرقسیه) به وی داده‌اند(۲۴/۳/۲۰۰۷).

سایر کلیساهای دیگر که به وی نشان داده‌اند، عبارتند از:
- نشان قدیس (نرسیس شنور هالین) که بالاترین نشان در کلیسای ارمنی است، از طرف پاتریارک (کاریکین دوم) رهبر اعلی کلیسای ارمنیان در ارمنستان و جهان در (۴ آوریل ۲۰۰۷)
- نشان (مار إغناطیوس نورانی) بدرجه (کومندور) که بالاترین نشان در کلیسای سریان ارتدوکس جهان است، از طرف (مار إغنا طیوس زکا الاول عیواص) پاتریارک و رهبربالای کلیسای سریان ارتدوکس در جهان در (۶/۱۰/۲۰۰۶)
- نشان (مهندس پیروز) و (مدالیه پاتریارکی) از طرف (مار دنخا چهارم) پاتریارک کلیسای شرق آشوری در جهان در (۱۹/۱۰/۲۰۰۶)
- نشان (قلاده المهد المقدسه الذهبیه) که بالاترین نشان در کلیسای انطاکیه است، از طرف پاتریارک (مار إغناطیوس پطرس هشتم) پاتریارک سریان انطاکیه در (۲۶ اگوست ۲۰۰۷)
- نشان (صلیب مقدس) که بالاترین نشان در کلیسای (مشرق قدیم) می‌باشد، از طرف پاتریارک (مارادی دوم) در (۴/۷/۲۰۰۷)
- نشان (صلیب اورشلیم) نشان اعلی، از طرف پاتریارک (مار غریغوریوس جورج الثالث لحام) پاتریارک (روم ملکیین) در جهان در (۵/۱/۲۰۱۱)
- (الکتاب المقدس و الصلیب الممیز) از طرف (اتحادیه جمعیات کتاب مقدس جهان) از طریق نماینده این اتحادیه (نبیل جمال عمیش).
- به عنوان (مرد سال آشوری) از طرف شخصیتها و سازمان‌ها و بنیادهای ملی آشوری در آمریکا و اروپا واسترالیا برای سال‌های(۲۰۰۶) و(۲۰۰۸)و (۲۰۰۹) انتخاب شده‌است.
- بیش از (۱۰۵) روستای آشوری که در بین سال‌های (۱۹۶۱–۱۹۸۷) توسط رژیم بعث عراق منهدم شده بودند، توسط ایشان در استان‌های دهوک و نینوا آباد شدند، این روستاها علاوه بر ساختمان‌های مسکونی در آن‌ها کلیسا و دبستان و سالن مراسم و… ساخته شده‌اند. مانند:

((أومرا، مار اوراها، آرادن، ارموطا، آزاخ، افزروک شنو، آفزروک میری، أقری، البرکه، الفاف، آیت،
اینشکی (باز سازی) , بابلو، باجده، باختمی، بادرش، باز، باگیری، بخلوجه، بشخابور، بشمیایی، باناصور، بیناثا، بلمد، بلیجانی،
بی تانوری، ببیدی، بیبوزی، بیدارو، بیدیال، بیرکا، تاشیش، تلا، تن، توث شمایی، جدیدی، چقالا، چلک، چلک العلیا، چم ربتکی، جمبور، خلیلانی، خوارا، داودیه، دشتتاخ، دشقوتانی، دهی،
دوری، دیری، دیریشکی، دیرابون، رومتا، سردراف، سردشتی، سکرینی، شرانش، شیوز، شکفدل، شولی، صورکا، صوریا، عین بقری، قرولا، آغاجانیان، کانی ماسی، گرماوا،
کرنجو، کانی بلاف، کشکاوا، کوری گاڤانا، کومانی، گوند کوسا، لیڤو، ماریاقو /شیوز، مالختا، مانگیش الجدیده، ماوانا، مایی، معلثایی/شیوز، مرکجیا، مغاره، ملابروان، میرکاصور، موسکا، میروکی، میزی،
میرگی، ناف کندالا، نهاوا، هاوریسک، هاوسارک، هزارجوت، هرماشی، هیس، هلوا، همزیه، هیزانی سفلی، هیزانی العلیا، هیزاوا، پیروزاوا، بیقولکی، بیهندوایا، شهرک تلکیف، دیانا (باز سازی)،سرسنگ (باز سازی)، شهرک رغید (کرملیس)، شهرک آواره گان در بغدیدا، شهرک آواره گان در برطلی، شهرک نور (تللسقف)، شهرک روستاها در بیرسفی))
سرکیس اغاجان هزارها خانواده آشوری که بس از انفجار کلیساها در بغداد و موصل در سال (۲۰۰۴) و کشتار مسیحیان متواری و به شمال عراق آمده بودند، در این روستاها که زادگاه اجدادیشان بودند، اسکان دادند و کمک‌های لازم را برای ادامه زندگی در این روستاها تقدیم کردند. برای حفاظت مسیحیان ساکن در (دشت نینوا) که یکی از مراکز بزرگ تجمع اشوریهای عراق است، اقدام به تشکیل نیروهای مخصوصی از آشوری‌ها در شهر و روستاهای آشوری در این منطقه نمود، این نیروها به پنج هزار نفر تخمین زده می‌شوند که توسط (۱۰۰) تن از افسران آشوری فرماندهی می‌شوند، از سال ۲۰۰۴ و تا کنون توانسته‌اند مسیحیان را از دست ترور و کشتار حفاظت کنند و همچنین مانع مهاجرت آن‌ها به خارج از کشور بشوند. در سال ۲۰۰۶ درخواست خودمختاری برای اشوری‌ها در کردستان عراق کرد، و پس از سه سال تلاش موفق شد آن را در ماده ۳۵ قانون اساسی اقلیم کردستان جایگزین کند. این قانون اساسی توسط پارلمان کردستان با ۹۶ رأی موافق و تنها یک رأی مخالف تصویب شده‌است. بر طبق این ماده آشوری‌ها حق تشکیل یک منطقه خودمختاری را دارند. یک سال پس از آن اعلان پشتیبانی از تشکیل استانداری در دشت نینوی کر و در مورد آن نیز کابینه وزراء عراق به ریاست مالکی در آغاز سال ۲۰۱۴ موافقت خود را به تشکیل این استان اعلان و کمیته مخصوصی برای تهیه اقدامات قانونی و اجرائی لازم تشکیل داد. از سال ۲۰۱۰ و تا کنون جمیع احزاب و گروه‌های آشوری تشکیل خودمختاری در کردستان و استانداری در دشت نینوی شعار اساسی خود قرار داده‌اند که آقای سرکیس آغاجان بنیان‌گذار این اندیشه بوده‌است. در سال ۲۰۰۵ تلویزیون ماهواره‌ای عشتار را تأسیس کرد، این تلویزیون مخصوص آشوری‌ها است، لیکن اهمیت مخصوصی به اقلیتهای دینی و قومی عراقی مثل ارامنه و ایزدی و مندایی و غیره می‌دهد، برنامه‌هایش بزبان‌های آشوری و عربی و کردی پخش می‌شود و برنامه‌های مخصوص نیز بزبان‌های ارمنی و مندایی دارد. در سال ۲۰۰۶ تلویزیون ماهواره‌ای (اینانا) بنیاد نهاد که برنامه‌هایش از (لندن) پخش می‌کرد. صاحب امتیاز ۹ مجله کردی و عربی و آشوری است و بیش از ۴۰۰ کتاب متعلق به تاریخ و فرهنگ و زبان آشوری چاپ و نشرکرده‌است.
در اواسط ماه مارس ۲۰۰۷ مجلس ملی کلدانی سریانی آشوری را تأسیس کرد. این مجلس در انتخابات سال ۲۰۰۹ توانست نمایندگی مخصوص به مسیحیان را در مجلس استانداری‌های بغداد و نینوی بدست بیاورد. همچنین در انتخابات پارلمان کردستان عراق نیز که در سال ۲۰۰۹ برگزار شد، این مجلس توانست از پنج کرسی مخصوص به آشوری‌ها سه کرسی را بدست بیاورد و سال بعد نیز در انتخابات پارلمان عراق دو کرسی را کسب کرد.
در انتخابات ۲۰۱۳درپارلمان کردستان دو کرسی ونمایندگی درمجلس استانداری نینوی را کسب کرد ودرسال۲۰۱۴نیز در مجالس استانداری‌های دهوک و اربیل به پیروزی رسید و با دو نماینده به پارلمان عراق راه یافت. در انتخابات ۳۰ آوریل ۲۰۱۴ با به دست آوردن دو کرسی در پارلمان عراق مشارکت کردند.
در این هفت سال مجلس ملی به عنوان قدرتمندترین و پر نفوذترین نیروی مسیحی در عراق شمرده می‌شود.
در کابینه‌های ششم و هفتم دولت منطقه فدراسیون کردستان عراق با پست وزیری مخصوص به مسیحیان را که وزارت پست و تلفن و تلگراف بود شرکت داشته‌اند.
لازم به یادآوری است که مسیحیان عراق (۵) نماینده در پارلمان عراق و (۶) نماینده(۵ آشوری و۱ ارمنی) در پارلمان کردستان و در هر یک از حکومت‌های بغداد و کردستان یک وزیر دارند.
علاوه بر این در هر یک از مجالس استانداری‌های اربیل (۲عضو) ودهوک(۳ عضو-دو آشوری یک ارمنی) و بغداد (۱ عضو) و نینوی (۱ عضو) و بصره (۱ عضو) و سلیمانیه (۱ عضو) عضو دارند.